# Silent Hill 2
A Silent Hill 2 a második része a Silent Hill túlélő-horror sorozatának.
Megjelenései:
- Észak-Amerika: 2001. szeptember 24.
- Japán: 2001. szeptember 27.
- Európa: 2001. november 23.

Elsőnek a Sony Playstation 2-jére adták ki, de később átportolták Microsoft Xboxra és PC-re is. Sokak szerint ez a rész messze a legijesztőbb horrorművek között van.

## Cselekmény
James Sunderland, a főszereplő, levelet kap az elhunyt feleségétől, Mary-től, akit elvitt egy betegség 3 évvel a történet kezdete előtt. Azt írja benne, hogy vár rá a „különleges helyükön”, a békés, csendes üdülővárosban, Silent Hillben. Jól tudja azt, hogy a felesége már halott, de mindennél jobban hiányzik neki, és bármit megtenne azért, hogy ismét vele lehessen. Emiatt nem is gondol bele abba, hogy esetleg a levél hamis (A kézírás amúgy is teljesen egyezik Mary-ével), azonnal a városba megy, reménykedve abban, hogy Mary nem halt meg. Mikor azonban megérkezik a városba, az már egészen más helyre emlékeztet, mint ahová ő és a felesége szerettek jönni. A városra sűrű köd telepedett, és konganak az utcák az ürességtől. Később embertelen alakú, groteszk és különös lények tűnnek elő a ködben, amiért is elkezdi megkérdőjelezni a saját elméje tisztaságát. Ahogy halad egyre előrébb, úgy találkozik néhány hasonló sorstársával, akik szintén Silent Hillbe jöttek, ránézésre ismeretlen okokból. Lassan rájön, hogy valamilyen módon a város kapcsolatban áll önmagával, és az ide érkező néhány emberrel. A történet végén pedig rádöbben a nagy igazságra, hogy mi is volt a valódi oka arra, hogy Silent Hillbe látogasson.
A szereplők leírása/értelmezése
A VÁROS: SILENT HILL
Silent Hill olyan város, ami úgy tűnik, mintha csapdába esett volna valahol az időben. Az elhagyatott utcákat gomolygó köd takarja, ami megakadályozza, hogy 5 méternél messzebbre láss el bármilyen irányban. James elsőként Angelával találkozik, aki láthatólag épp olyan zavart, mint ő, ugyanúgy nem biztos benne miért is jött ide. Ő is olyasvalakit keres, akivel már régóta megszakította a kapcsolatot. Úgy tűnik Silent Hill valami spirituális hely, ami vonzza az elveszett embereket. Angela viszont már tud valamit és figyelmezteti James-t is erre:
"Van... uh... van valami baj ezzel a várossal"
Silent Hill elvileg egy kis pihenőváros, csendes, nyugodt hely, olyan, amilyeneket romantikus novellákban, vagy gyerekkönyvekben olvashatsz. És bár a helyiek csendes pihenővárosként reklámozzák Silent Hillt, ami a nagy Toluca tó köré épült, a városnak sokkal nagyobb és sötétebb története van, mint bárki el tudná képzelni.
A város történelme több módon tárul fel. A festmények a börtön előtt a falon és a lepecsételt földalatti terület azt sejteti, hogy a Brookhaven Kórházat eredetileg egy járvány áldozatainak elszállásolására építették. Ez annyit jelent, hogy szörnyen sok ember halt meg azon a helyen és hogy miért akarnának egy ennyi szörnyűség és szenvedés helyén kórházat építeni, az felfoghatatlan. A Múzeumban a festmények a Toluca Börtön Tábor eredetét ábrázolják az 1820-as években. Úgy látszik a képekről, hogy elég sok ronda dolog történt ott. Sok Civil Háborús rabot hoztak át ebbe a börtönbe az USA Újjáépítésnek nevezett sötét időszaka alatt. Ebben az időben több ezer szövetséges fogoly katonát hagytak éhezni és betegen a szegényen ellátott börtön táborokban. Kegyetlen kivégzéseket eszközöltek bírói ítélet nélkül. A Toluca börtön rabjai gyakorlatilag választhattak, hogy felakasszák őket, vagy "felnyársalják" pontosan úgy, ahogy Maria-t a játék végén. A hóhérokat tisztán ábrázolták a Tuluca börtönudvar állványának talapzatán. Magasak voltak, hegyes sisakban és nagy lándzsát hordtak a felnyársaláshoz. A szörnyeteg Piramisfejek ezek a hóhérok, még mindig hamis ítéleteket hajtanak végre válogatás nélkül. Így hat Silent Hill történetére a Piramisfej és a "Ködös nap, az Ítélet maradéka" című festmény.
A város történetét a jegyzetek és szobrok szövegeiből rakhatjuk ki a továbbiakban. A tóparti Rosewater Parkban van egy emlékmű egy hajó áldozatainak emlékül, ami rejtélyesen elsüllyedt a kikötőben sok-sok évvel azelőtt. Ezt az esetet említi egy helyi újság is, amit James a Börtönirodában talál. A hajó neve "Kis Bárónő" volt és nyom nélkül tűnt el 1918 novemberében. A hajón turisták is voltak. Úgy tűnt 1939-ben valami még furcsább dolog történt Silent Hillben, de a cikk többi része hiányzott- kitépték. Miután megtudtuk, hogy az első részben valami bizarr drogokat árultak turistáknak Silent Hillben, rájöhetsz, hogy valami ebben a városban igazán nem szereti a kívülállókat.
Ugyancsak a Rosewater Parkban az "Imádkozó Nő" szobrán van egy szinte kiolvashatatlan szöveg a járványról. Eredetileg az volt ráírva, hogy a szobor Jennifer Carroll emlékéül áll ott, aki a keresztény üldöztetés áldozata volt. Nyilván voltak boszorkány perek is Silent Hillben és ezt a hölgyet megvádolták és kivégezték. Talán ezek az események gennyesedtek tovább Isten elleni ellenszenvvé a szellemek között, akik ezen a területen éltek? Ki tudja. A probléma ezzel az, hogy a várost látszólag 1820-ban alapították, ami annyit jelent, hogyha a keresztényüldöztetés még akkor is tartott, az túlzottan sokáig húzódott itt, a történelemben. A következő a listán az első emlékmű, amivel a Lindsay Street-en találkozhatunk, ami szintén majdnem olvashatatlan. De nagyon sokat elárul, ha rájössz, mi volt odaírva eredetileg: "...métereken át, a föld, ami körülveszi ezt az emlékművet, eredetileg mocsár volt, csak később feltöltötték. Hosszú idővel ezelőtt Vér Mocsár volt a gúnyneve, mert a hóhérok ide öntötték a vizet, amivel elmosták a kivégzéshez használt szerszámokat. Talán ezért van, hogy sok ember azt állítja, hogy szellemeket látott a környéken." Ez a legnyilvánvalóbb mutató Silent Hill kísértities múltjára és a vérontás hosszú történetére itt. James Sunderland és Harry Mason nem az elsők voltak, akik fura dolgokat láttak a városban. Ez a felirat összeköti a kifigurázásokat és a hátborzongató rituálékat, amik a börtönben történtek bizarr eseményekkel egyetemben James körül.
De elég valószínű, hogy a legtöbbet a helyről az Elveszett Emlékek Könyve mond el nekünk. Ebben a könyvben az ismeretlen író homályosan összeköti az egész mitológiai és történelmi hátterét Silent Hillnek. Eredetileg teljes más neve volt a városnak és a földet azok orozták el az őslakosaitól, akik a várost alapították. Az őslakosok alighanem őslakos amerikai törzsek voltak a könyv írásából és a szellemi dolgok belekeveredéséből ítélve. Ők úgy nevezték ezt a helyet, hogy "A Csendes Szellemek Helye", mivel úgy tartották, hogy halott őseik szellemei itt éltek összhangban a természet szellemeivel. Hatalmas rituálékat rendeztek a holtak és a szellemi világ tiszteletéül, de aztán telepesek érkeztek és elűzték a törzseket. Valamivel azután, hogy egy kisvárost alapítottak itt, a lakói ismeretlen okokból kifolyólag elhagyták a földet. Így lehetett, hogy az 1800-as évek elején új telepesek megalapították Silent Hillt.
Silent Hill jelenlegi állapotát az első játék indította be. A végén, mikor Alessa kap egy második esélyt, mint egy új csecsemő és Harry elrohan Silent Hillből Cybillel, a város állandó ködben marad. Úgy látszik Samael jele elég messzire terjedt ahhoz, hogy a Régi Istenek teljesen a kezükben tarthassák Silent Hill környékét. A város elhagyatott marad, mint évszázadokkal ezelőtt is. Bizonyos személyek kényszeredetten érkeznek erre a titokzatos helyre olyan okokból, amit alighanem nem értenek, vagy nem akarnak elfogadni. James levelet kapott a halott feleségétől, arra kérve őt, hogy találkozzanak a "speciális helyükön" Silent Hillben. Mialatt igyekszik kitalálni mit jelent a levél, James belefut másokba is, akiket más okokból vonzott ide a hely, aminek semmi köze nincs hozzá.
De van valami közös a múltjukban. James, Eddie és Angela túláradó bűntudatot éreznek olyan dolgok miatt, amit a múltban tettek meg és amiket nem lehet visszacsinálni a valós világban. Silent Hill olyan hely, ahol a valóság nem olyan, mint általában lenni szokott és lehetséges a bűnösnek, hogy kapjon egy második esélyt és bocsánatot nyerjen a halott-tól... vagy hogy végül kárhozatot nyerjen, amit oly erősen megérdemelt.
Mire elérünk a "speciális helyre", ami a Lake View Hotel 302-es szobája, mát tudjuk, hogy miben vétkezett James. Ez megmagyarázza nekünk miért látott olyan dolgokat, amiket látott és miért kényszerült rá, hogy tehetetlenül nézze, ahogy Maria meghal újra és újra. Silent Hillben a természet vezető ereje távlati. Silent Hill az, amit magaddal hozol bele és a démonok, amik James lelkét fertőzték fizikai formát nyertek és bosszúra szomjaztak.
MARY ÉS MARIA
Ahhoz, hogy megvizsgáljuk a furcsa hasonlóságokat James halott felesége, Mary és a rejtélyes Maria nevű lány között, akivel James Silent Hillben találkozik, előbb meg kell vizsgálnunk James saját történetét és mélyen eltemetett bűntudatát.
A történet előzménye, hogy Mary három évvel ezelőtt meghalt egy szörnyű és pusztító betegségben. De egy nap James Sunderland kap egy levelet, amit úgy tűnik, hogy ő írt. Mary azt írja, hogy a "speciális helyükön" fogja várni őt Silent Hillben.
Mivel még mindig nem lelt nyugalomra a múlt eseményeitől, James Silent Hillbe megy a kocsijával. A város déli oldalára érkezik meg és hirtelen valami furcsa ködben találja magát, ami mindenhol ott van. Az úton előtte le van zárva a Nathan Avenue. Megáll egy percre a közeli nyilvános vécében és eldönti, hogy gyalog kell folytatnia az útját Silent Hillbe. Kiveszi a várostérképet a kocsijából és útnak indul a város felé. Az ösvény a Toluca Tó mentén és az üres Wiltse folyómeder mentén megérkezik a Déli Völgy terület keleti részére. Mielőtt a város nemrégiben elhagyatottá vált, a Déli Völgy területet elkezdték teljesen újjáépíteni, hogy versenyezzenek a turistákért, akik főleg a tó túlpartjára mentek, a Lakeside Vidámpark mellé. Néhány területet lezártak az építészek, más utakon meg furcsa beomlások keletkeztek. James majdnem azonnal belefut a szörnyekbe és harcolnia kell a túlélésért. Úgy dönt, hogy elmegy a parkba, ahol Mary-vel egy egész napot eltöltöttek.
A parkba érve a mólón meglát egy fiatal nőt, aki a tavat bámulja és aki Mary ikertestvére is lehetne akár. Csak a haja, a ruhája és a viselkedése más. De Maria-ként mutatkozik be James-nek, ami elég kísérteties véletlen egybeesés.
Bár Maria némely vicce nem igazán tetszik James-nek, Maria végül bocsánatot kér és könyörög, hogy vele mehessen. Talán mert Maria annyira emlékezteti Mary-re, James örül neki és szívesen látja maga mellett. Később pedig egészen hozzá nő. Együtt elindulnak a Lake View Hotel felé, de a híd leszakadt. Egy halott turista térképéből kiindulva bemennek egy tekepályára, ahol újra találkoznak Laurával és Eddie-vel. Laura elszalad, még Maria sem tudja utolérni. Egy sikátorban zárt ajtó állja az útjukat, mire Maria elővesz egy kulcsot és kinyitja. A ház, amin át kell menniük, hogy Laurát utolérjék, a Heaven's Night Bár. Vajon miért van kulcsa Marianak egy éjszakai vetkőzős bárhoz? Ráadásul igazán csábítóan van öltözve.
Bemennek a Brookhaven Kórházba. Miután átkutatják az épületet, Maria elfárad és lefekszik egy betegszobában. Gyógyszereket szed be és azt állítja csak másnapos, de a köhögése másról árulkodik. James tovább keresi laurát egyedül. Miután a kislány bezárja őt a Betegvizsgálóba, jön a "Valóság Váltás", amit minden Silent Hill kedvelő ismer már. A Váltás után James észreveszi, hogy a kórházat átrendezték valami sokkal félelmetesebb módon. Mintha minden tönkrement, vagy elpusztult volna, mintha a kórház évszázadokkal öregebb lenne. Ahogy James másodszor is végigjárja a kórházat, észreveszi, hogy Maria eltűnt a szobából, ahol előzőleg hagyta őt. Olyan sok üres gyógyszeres doboz maradt viszont utána, mintha Maria napokig feküdt volna a szobában a "másnaposságát" pihenve ki.
Miután James megtalálja őt az alagsorban, egy folyosón, mely a kórház alatt fut, újra találkozik a Piramisfejjel. 
Elrohanva a szörnyű teremtmény elől, James az utolsó pillanatban beugrik a liftbe, de az ajtók bezáródnak, mielőtt Maria is be tudna szállni. James kétségbeesetten próbálja kifeszíteni a liftajtót, de nem sikerül neki. Tehetetlenül nézi végig a kis résen át, ahogy a szörnyeteg lemészárolja Maria-t. A lift felviszi James-t a földszintre, ahol a túláradó szomorúság felülkerekedik rajta. Az agyában összeveti Maria halálát Mary-ével, rádöbbenve, hogy mindkét esetben tehetetlen volt. Elhatározza, hogy megkeresi Laurát és Mary-t, amennyiben tényleg itt van a városban rá várva.
Miután átküzdötte magát néhány akadályon, James bejut egy szürrealista labirintusba, mely folyosókból és barlangokból áll. Hirtelen felfedez egy cellát, amiben nem más van, mint Maria. Érthetően összezavarodik és megkérdi tőle, hogyhogy él és hogy került ide. Maria viszont mintha nem úgy emlékezne az incidensre, mint James. Azt állítja, hogy simán csak különváltak egymástól a hosszú folyosón. Ezután azt mondja, hogy emlékszik, hogy James mindig ilyen feledékeny volt. Emlékszik a videókazettára, amit James készített a hotelben, majd ottfelejtett véletlenül. De természetesen kizárt dolog, hogy emlékezhessen ilyesmire, mivel ezek nem vele történtek meg. Ezek logikailag Mary emlékei lettek volna, de a logika már régen nem működött ezen a helyen. Amikor James megpróbálja kitalálni, hogy ő tényleg Maria-e, a lány bosszúsan sziszegi neki, hogy ő nem Mary. Ő Maria... ha James AKARJA, hogy az legyen. Amikor James feldühödik az újabb rejtvényeken, Maria megint a csábítás trükkjeihez folyamodik, hogy a kedvében járjon. James beleegyezik, hogy végigjárja a labirintust, hogy kiszabadítsa onnan őt.
De sajnos a labirintus hosszú és tele van téves elágazásokkal, így mire James megérkezik Maria cellájába, már túl késő lesz. A szegény fiatal nő határozottan halott ezúttal, a fején és az arcán látszanak a kemény megrázkódtatás jelei. Az állapotából az derül ki, hogy már órák óta halott, nem pedig pár perce, ami alatt James odajutott hozzá. Mit jelenthet Maria sorozatos halála?
Amikor James végül elér a végcéljához, a Lake View Hotelhez, végül utoléri Laurát. A kislánynál van egy levél Mary-től, amiből kiderül, hogy James felesége örökbe akarta fogadni Laurát és hogy Laura születésnapja közeledett akkor. A kislány bizonygatja, hogy a nyolcadik szülinapja csak egy héttel ezelőtt volt. Ez önmagában is elég megdöbbentő felfedezés. James végig tévedett Mary halálának idejét illetően. Nem halt meg három éve. Ha tényleg meghalt, csak egy hete lehetett körülbelül.
Még egy különös esemény a hotelben, hogy ahogy belépsz és meg akarod vizsgálni Mary levelét, látni fogod, hogy a papír teljesen üres! Sőt, ha James emlékezetkihagyásait figyelembe vesszük, felmerül a kérdés, hogy vajon James kapott-e egyáltalán levelet Mary-től? Ha a levél csak James képzeletének koholmánya volt, mi hozta őt Silent Hillbe? Talán az, hogy Silent Hill volt az utolsó hely, ahol ő és Mary igazán boldogok voltak. James megtalálja a videókazettát, amit a hotelben hagyott és amikor beteszi egy videómagnóba, láthatjuk, hogy Mary igazán szerette ezt a kisvárost. Megígértette James-szel, hogy hozza el őt újra ide, de soha nem hozta. Röviddel ezután a betegsége elemésztette és többé semmi boldogság nem jutott ki neki.
De ami a kazettán ezután látható, az fedi fel a legjobban az igazságot. Egy kis zazás kép után, ami arra hasonlít, mint amikor valami újat veszel fel egy régi kazettára, de más sebességgel, olyan jelenetet láthatunk, 
ahol senki se lehetett ott, hogy videóra vegye. James Mary halálos ágyánál ül és szeretettel megcsókolja az arcát. Aztán megfogja a mögötte levő párnát és megfojtja vele. A kép átvált Mary ködös látószögévé, amit nézi, ahogy a férje eutanáziát hajt végre rajta.
James nem azért jött ide, hogy megtalálja Mary-t. Menekült az elől, amit tett, remélve, hogy elfelejtheti 
szörnyű és önző tettét. Nem akarta nézni, ahogy Mary szenved egy ilyen szörnyű betegségtől, de azt se akarta, hogy itt legyen vele többé. A betegségtől undorító volt ránézni és ennek következtében a hangulatai is erőszakossá és bántóvá váltak. Mary már nem az a nő volt, akit James feleségül vett és nem bírta elviselni a fájdalmat, amit a nő lassú és elkerülhetetlen halála okozott neki.
Mint említettem korábban, Silent Hill olyan hely, ami az átkozott embereket vonzza. És a földön azok az átkozottak, akik a tetteik súlyától szenvednek. Ez az, amiért James azt hitte, hogy levelet kapott Mary-től. Ezért jött ide és ezért találkozott Maria-val. Silent Hill sötét erői tudták, hogy szenvedni akar azért, amit korábban tett és idecsalták. Maria megtestesít mindent, amilyennek James mindig is szerette volna Mary-t: bájos, csábos és vonzó. Silent Hill megteremtette Maria-t, hogy betöltse James vágyát, hogy ott maradjon vele örökre. Ezért forgott Maria célja akörül, hogy James maradjon vele és védje meg őt. De Silent Hill az is, amit magaddal hozol bele. Mint amikor James belebámul a tükörbe a játék legelején. Silent Hillben lenni olyan, mint belebámulni egy sötét tükörbe, csak az ember belső démonai megtestesülnek és valódiak lesznek.
Silent Hillben nem feledheted el a múltat, mert fizikai létet kap és ellened fordul. Ezért harcolt James szörnyekkel és ezért van az, hogy minden rejtvény, amit megoldott és minden jegyzet, amit olvasott olyan volt, mintha kizárólag James-nek szóló személyes üzenetek lennének. Hisz James az egyetlen ember, aki látott szörnyeket és ő az egyetlen, aki Maria-t is látta. Észrevetted, hogy Maria sosem volt ott, amikor James Laurával találkozott? Ez vagy azért volt, mert a kislány nem volt képes látni Maria-t, vagy ő láthatta, hogy csak egy olcsó és förtelmes hasonmása volt Mary-nek, akit azért teremtettek, hogy csapdába csalják James-t. Maria olyasvalaki, akit James szerethet és aki viszontszereti őt. Minden tisztelet mellett, tökéletes másolata Mary-nek. Még egy csomó emlékük is megegyezik. De akkor is azért van itt, hogy kísértse James-t és épp ezért kényszerül tehetetlenül végignézni sorozatosan Maria halálát.
Ami Mary-vel történt, Silent Hill eldöntötte, hogy James szenvedni fog azért, amit tett, hogy szembesüljön azzal, hogy ő is épp olyan gyilkos, mint Eddie, vagy Angela. Az egész város olyan, mint a múlt tökéletes tükörképe, ahol megváltoztathatsz dolgokat, amiket nem szeretsz, olyanná, ahogy szeretnéd. De a szándékok tisztán gonoszak, mivel a várost uraló erők a sátán birodalmából valók. A sötét erők, amiket egy ember a lelkében rejt, táplálék, ami után Silent Hill démonai sóvárognak és ez a város ráveszi az embert, hogy visszatérjen, hogy táplálkozzon és erősödjön a kínjaiból.
Hogy James hogyan birkózik meg Silent Hill-lel, az attól függ, hogy mit tesz a játék folyamán. Hogy mit lép, hogy megoldja az igazságtalanságot, amit a feleségével tett, az kiderül a négy befejezés egyikéből, melyek mindegyike más jelentőségű.
ANGELA
Az első valódi személy, akivel James találkozik Silent Hillben, az Angela. A külvárosi temetőben bóklászva Angela eléggé zavarodottnak és kábultnak tűnik. Az apját és a bátyját keresi és azt hiszi, hogy a temetőben vannak. Az ember először azon tűnődik el, hogy az apja és a bátyja is látogatni jöttek a temetőbe, vagy már itt nyugszanak? Idővel megkapjuk erre is a választ. Most Angela csak arra emlékszik, hogy az anyja valahol itt lehet és hogy van valami baj ezzel a várossal. De nem emlékszik rá, hogy mi.
Az "ájulásokra" gondolva, amiket a szereplők az első játékban szenvedtek el, kétségesnek látszik, hogy Angela tényleg itt lakik Silent Hillben. Valószínűbb, hogy most csak visszatért ide, miután egy ideig az ország más területén élt. Később találunk tényeket is, amik valószínűsítik, hogy tizenévesen elszökött otthonról és most tért vissza, hogy újra találkozzon a szüleivel és a testvérével. Az anyját keresi, de azt nem lehet tudni, hogy az anyja itt volt-e, amikor a természetfeletti erők átvették az uralmat a város fölött.
Amikor James legközelebb találkozik Angelával, az már felhagyott az anyja keresésével. A földön fekve találjuk egy lerobbant lakásban és annyira elmélyülten vizsgál egy kést, hogy egyértelmű mi jár a fejében. James természetes emberi együttérzéstől vezérelve megpróbálja lebeszélni őt és rávenni, hogy adja át a kést neki.
"Nem tudom mit tervezel, de mindig van más lehetőség" – mondja neki.
"Tényleg" – válaszol Angela. "De... te is ugyanolyan vagy, mint én. Könnyebb csak elfutni. Különben is, ez az, amit érdemlünk."
James gyorsan elhárítja magától a feltételezést: "Nem... én nem vagyok olyan, mint te."
Angela hangja gúnyossá változik. "Csak nem félsz?" De gyorsan bocsánatot kér.
James megkérdi tőle, hogy megtalálta-e az anyját és hogy itt lakott-e ebben a városban. Angela eléggé megdöbben azon, hogy honnan tudhatja, de James megnyugtatja, hogy csak a beszélgetéseikből feltételezte. Majd megkérdezi Angelát, hogy miért jött ide. Angela visszakérdezi ugyanezt, mire James megmutatja Mary fényképét. Bevallja, hogy nem is keresi igazán Mary-t, merthogy ő igazából már halott. Ez Angelát kifejezetten nagyon nyugtalanná teszi és el akar menni, de James elkéri a kést tőle. Ám amikor el akarja venni tőle, a lány mehijed a hirtelen mozdulat láttán. Aztán gyorsan elnézést kér és elfut.
Néhány dolog nyilvánvalóvá válik Angeláról ebből a beszélgetésből. Mindenekelőtt az, hogy Angela alighanem tudathasadásban szenved. A hirtelen hangulat változásai és állandó téma váltásai vagy komoly koncentrációs problémákat mutatnak, vagy van egy kis kapcsoló a fejében, ami állandóan ki-be kapcsolódik, ahogy a személyisége hullámvasutazik a koponyáján belül. Ő is mély bűntudattól szenved, csak még azt nem tudni mitől. A fotó, amit James közvetlen ezután talál a hálószoba padlóján, sejtet egy kis magyarázatot. A fényképen egy család látható, félbe tépve. Különösen az apa képe van elválasztva az anyjától és a lányától. Ez a kép sejteti, hogy Angela problémái alighanem családi gyökerekben keresendők.
Angela ezután már csak a játék vége felé jelenik meg újra, a bizarr Labirintusban. A Konami megerősítette, hogy ez a terület teljesen kívül esik az időn, vagy a valóságon. Ha el tudod képzelni, Silent Hill gonosz erői csinálták ezt a területet, amint James áthaladt rajta! Angela története akkor folytatódik, amikor James talál egy újságot a Labirintus földjén. A szöveg csak részben látszik, de ez volt odaírva, mielőtt elhomályosodott volna:
"Egy férfit találtak a szobája közepén háton fekve, akit később Thomas Orosco-ként azonosítottak (favágó, 39 éves). A halál valószínűsíthető oka a több helyen lévő késszúrás nyom a nyak elején és a szívtájékon, mely egy éles fegyvertől származhat. A halál beálltának ideje valamikor éjjel 11 és fél 1 között lehetett. Mivel a szobában dulakodás nyomait észlelték és hiányzott a gyilkos fegyver, rendőrség gyilkosságra gyanakszik és eljárást indított. Továbbá, mivel a szobában levő készpénz érintetlen volt és Mr. Orosco ismert volt iszákosságáról és erőszakos természetéről, a rendőrség gyanítja, hogy az indíték nem rablás volt, hanem hirtelen felindulásból történt gyilkosság."
A következő folyosón James Angela szörnyű sikolyát hallja: "Ne, apu! Kérlek ne!"
James rohan a szobába és ott találja Angelát egy bizarr lény mellett, ami mintha egy ajtóból nőtt volna ki. A Konami ezt a teremtményt "Angela Papa" néven írta le, de a köztudatban mégis inkább "Ajtónálló"-ként ismert. Mialatt Angela kővé meredten ül a sarokban, James megpróbálja megölni a teremtményt. Miután legyőzte, Angela hatalmas düh-vel felkap egy nehéz tévét és a lény fejéhez vágja, majd erőszakosan belerúg még néhányszor.
James nyugtatni próbálja: "Angela! Nyugodj meg!"
"Ne parancsolgass nekem!" – kiabálja vissza.
"Nem akarok parancsolgatni" – mondja James nyugtató hangon.
"Akkor meg mit akarsz?" kérdi Angela, majd folytatja egyszerre gúnyosan és mérgesen: "Ó, értem én, megpróbálsz kedveskedni nekem, mi? Tudom én mit akarsz! Mindig ugyanarról van szó! Mindenki ugyanazt akarja!"
James természetesen megdöbben erre: "Nem, ez egyáltalán nem igaz."
De Angela tovább folytatja: "Nem kell hazudnod nekem. Mondd csak ki. Vagy kényszeríthetsz is rá. Üss meg, ahogy ő is mindig tette. Úgyis csak magaddal foglalkozol. Te undorító disznó!"
Angela ekkor a földre esik, remegve a dühkitöréstől, hányingere lesz és öklendezni kezd. Miután pillanatnyilag jobban lesz, újra Jamesnek támad:
"Azt mondtad, hogy a feleséged, Mary halott, igaz?"
"Igen, beteg volt..."
"Hazudsz! Ismerlek titeket... nem volt már rá szükséged többé. Biztos találtál valaki mást!" Angela ezzel kifut a szobából, James ottmarad szembenézve önmagával egyedül:
"Ez nevetséges... én soha..."
De az igazság az, hogy a játék ezen része a Labirintus végéig és, Maria cellájáig tart. Maria utolsó szavai Jamesnek utaltak a szex ígéretére. Tehát ilyen értelemben Angelának igaza volt. Bár a dühkitörése és teljes érzelmi állapota miatt nem veszünk komolyan semmit, amit most mond. James mindvégig azt hangoztatta, hogy az a fő célja, hogy megtalálja Mary-t valahol Silent Hillben. De vajon csak újra megerősíti a célját, vagy csak önmagát próbálja meggyőzni valamiről, ami nem is igaz?
Ahogy megvizsgáltuk Angela történetét és ideg-összeroppanását, egy nézőpontból megvizsgáltuk James személyiségét is. Angelánál nincs tagadás, nincs menekülés az igazság elől. Ő elismeri és csak annyit tesz, hogy elfut előle, ahogy nyilvánvalóan ezt teszi már nagyon hosszú ideje. Amikor végre megtudjuk James titkát, megértjük, hogy egész végig tagadta az igazságot és hogy az őrült Angélának igazából végig igaza volt vele kapcsolatban! Észrevehetjük Angela azon szokását is, hogy James felé mindig csillapíthatatlan dühöt mutat, vagy erőszakos érzelmei támadnak vele kapcsolatban, majd gyorsan elszalad. Ez egy nagy nyom, ami megerősíti Angela bűntudatát az apja megölése miatt. Habár azt nem tudjuk pontosan mi történt Angela és a szörny között a Labirintus szobában, azt igen, hogy akármilyen szörnyű okból is, de Angela szemszögéből az a szörnyeteg az apja volt, aki visszajött kísérteni őt. Emlékezz, hogy Silent Hill az, amit magaddal hozol...
Angela igazi célja a játék legvégén lepleződik le. James, miután megtudta az igazat önmagáról és Mary-ről, találkozik vele a Lakeside Hotel kiégett alternatív változatában. Odaérve a lépcsőhöz James egy teljesen más helyszínen találja magát, mint ahonnan jött. A felfelé vezető lépcső teljes feketeségben végződik, mintha sose lenne vége. A falak, a lépcső és a tető is lángokban áll. A mindent elborító káosz dacára Angela egy bizarr képet bámul az egyik falon. Talán egy nőt ábrázolhat, akit épp áldozatként mutatnak be. Angela észreveszi Jamest és felkiált:
"Anyu!" Odafut James-hez, megsimogatja az arcát, a tévképzete még most se múlik el. "Anyu"-sírja el magát. "Téged kerestelek. Már csak te maradtál nekem. Talán akkor... talán akkor megpihenhetek." James elhúzódik tőle és Angela tévképe hirtelen eltűnik, mint ahogy a többi is eddig. "Anyu, miért futsz el tőlem? Várj, te nem az anyu vagy! Ez te vagy... sajnálom".
James kifejezi, hogy semmi baj, de Angela nem fogadja el a kedvességét többé. "Köszönöm, hogy megmentettél, bár jobban szeretném, ha ne tetted volna. Még anyu is megmondta... megérdemeltem, ami történt..." James tiltakozik, de Angela folytatja: "Ne, ne sajnálj engem. Nem érdemlem meg..."
Megint az őrült nő személyiség ugrik elő. Most megint az az Angela, aki gúnyolja James-t, mert ő is olyan alávaló ember, mint az apja. "Vagy talán azt hiszed, hogy meg tudsz menteni engem? Fogsz szeretni? Fogsz vigyázni rám? Meggyógyítani az összes fájdalmamat?"
Egy pillanatig vár a válaszra, de James csak lehajtott fejjel áll. "Ez az, amire gondoltam."- mondja. "James, add vissza azt a kést."
Amikor James nem akarja visszaadni, Angela azzal vádolja, hogy biztos önmagának tartogatja. Hogy hiába is tagadja állandóan, mégis vannak benne öngyilkos gondolatok.
Végül Angela megfordul és felmegy az égő lépcsőn. A lángok elborítják az utat közte és James között. Nem lehet megmenteni Angelát. James végre megérti, hogy Angela beletörődött a kárhozatába.
"Olyan meleg van itt, mint a pokolban"- mondja James távozóban. Angela visszafordul: "Te is észrevetted? Nekem ez mindig ilyen."
Abszolút semmi kétség sincs afelől, hogy Angela története megerősíti a tényt: Silent Hill a bűnösöknek mutat sötét tükörképet önmagukról. Az ő látószöge Silent Hillt illetően teljesen más. Angela nem lát eltorzult óriás szörnyeket, akik meg akarják ölni őt. Annak az embernek az arcát látja, aki molesztálta őt és akit végül bosszúból megölt. Látja az anyját és a testvérét, akiket itthagyott, mialatt elmenekült szörnyű tette és őrült múltja elől.
Angela sorsa képviseli a játék öngyilkos végét, mivel ha James megvizsgálja a kését, vagy elolvassa az öngyilkos naplóját, az "In Water" vég következik be. Angela sohasem tagadta igazán, amit a családja tett vele és amit ő tett velük. Anyjának hiábavaló keresése valójában egy őrült kísérlet volt, hogy megbékéljen a holtakkal, mielőtt csatlakozna hozzájuk. Régebb óta ott Silent Hillben, mint James és az ő keresése már a végéhez ért, amikor James még csak elkezdte a sajátját. Mikor James másodszor találkozott vele, addigra ő már megtalálta a választ, amit keresett és James beavatkozása csak késleltette amit már elhatározott. De a végén Angela megértette, hogy James nem tudja megmenteni őt és hogy ő nem tudja megtalálni a halottakat, hogy békét kössön velük. Silent Hill megtanította őt arra, hogy az egyetlen menekülés a bűntudatából az öngyilkosság és ez egy olyan válasz, amit Silent Hill meg fog tanítani James-nek is, ha a játékos úgy dönt, hogy követi Angela példáját.
EDDIE
Eddie Dombrowski egy túlsúlyos idióta, elég durva értékítélettel. James első találkozása Eddie-vel a South Vale apartman épületben történt, ahol mindenhol meg lehetett találni a keze nyomát. Például a szobában, ahol James a pisztolyt találja meg, valaki véletlenszerűen tüzelt a falakra és a földre, mint egy megszállott őrült. Abban a szobában, ahol az óra rejtvényt megoldotta, James visszatérve ott talál egy embert, akit nem sokkal azelőtt lőttek fejbe. Végezetül mikor James belép egy földszinti lakásba, ott talál egy nem régóta halott embert a hűtőbe dugva. A közeli vécéből pedig hangok hallatszanak, melyekből kihallani, hogy valaki nagyon erőteljesen hány.
Benn Eddie hajlik rá a kagylóra, miközben kihányja a belét. Amennyit öklendezik, következtethetünk rá, hogy vagy valami nagyon undorítót evett, vagy az a baja, mint ami egy csomó katonának szokott lenni az első gyilkolásokat követően: gyilkos bűntudat tünet. Amikor James megpróbálja megnézni jól van-e, Eddie védeni próbálja magát: "Nem én voltam! Nem én tettem!"
James zavarodottan kérdi, hogy mit nem ő tett? "Nem tettem semmit! E-esküszöm így volt minden, mikor ideértem..."
James nem mutatja igazi jelét, hogy vajon hisz-e Eddie-nek, vagy sem. A bemutatkozást követően James rákérdez, a halott emberre a konyhában, Eddie megint védeni kezdi magát. James igyekszik erre témát váltani: "Nem a barátod az a nagy, vörös piramis-dolog, ugye?"
Ez egy gyenge és illogikus kérdés volt, de Jamesnek muszáj azzal szövetkeznie, akit csak talál. Eddie megzavarja a kérdés: "Vörös piramis-dolog? Nem tudom miről beszélsz. Becsszó. De én is láttam pár furcsán kinéző szörnyet. A lelket is kiijesztették belőlem, és befutottam ide..."
James kicsit megkönnyebbül, hogy valaki más is lát szörnyeket. "Hát, azt hiszem ez a hely se túl biztonságos." – mondja.
"Mi történt itt tulajdonképpen?"
"Uh, mondtam már, hogy nem tudom. Még csak nem is idevaósi vagyok. Én csak... csak..."
James tudja a választ. "Téged is, mi? Valami idevonzott, igaz?"
"Umm... ja. Úgy is mondhatjuk..."
James azt tanácsolja Eddie-nek, hogy felejtse el akármi is az, és menjen el a városból. De amikor Eddie ugyanazt tanácsolja neki is, James tiltakozik ellene. Ekkor még mindig túlárad benne a vágy, hogy megtalálja Mary-t.
Habár semmi jel nem mutatja a játéknak majdnem a végéig, de Eddie alighanem végig Silent Hillben futkos és embereket öl meg addig. Hogy kik azok az emberek és hogy James miért nem látja őket? Mert James látószöge különbözik Eddie-étől, ő nem lát embereket. Ő csak szörnyeket lát, melyek a lelkéből elevenednek meg. Eddie látószögéből a szörnyek igazából emberek, akik kinevetik. Tehát amikor James látja azokat a meggyilkolt embereket szerteszét, a szörnyeket látja Eddie látószögéből abban a pillanatban. Eddie azért jött Silent Hillbe, mert eltökélte, hogy senki se űzhet gúnyt belőle többé, hogy senki se nevetheti ki ezután és mindenre képes, hogy megakadályozza őket ebben.
Ez a gonosz város tárt karokkal fogadott egy ilyen Eddie-típusú embert és hagyta, hogy gyakorolja és tökéletesítse a véletlenszerű gyilkolászásait. Eddie pszichológiai állapota egy újságcikkben tükröződik, ami Walter Sullivan történetét meséli el. Aki egyszer csak hirtelen és erőszakosan meggyilkolt egy baltával két gyereket Silent Hillben. A város mögött álló gonosz erők meggyőzték az egyszerű eszű bolondot, hogy nincs semmi baj azzal, ha embereket ölsz amikor csak eszedbe jut. A "Tedd amit akarsz" az az Ördög mantrája és ez egy olyan mottó, amiből szokás vált Silent Hillben újra és újra.
Mi Eddie célja a történetben? A személyiségén át mutatják meg, hogy ha megölsz valakit, azt nem lehet visszacsinálni. Eddie elméjében, nem mentheted fel magad az alól, hogy másokat bántasz, csak igyekezhetsz felülkerekedni rajta. Eddie-nek a gyilkosság a megoldás az élet minden problémájára most és készen áll folytatni vég nélkül, hogy bebizonyítsa: értékes egyén.
Talán Silent Hill maga mutatta be ezt az elvet James-nek az Eddie-vel való találkozásain keresztül, mint valami kísértést. De amikor James próbálta lebeszélni Eddie-t, az úgy vette, mintha James is nevetne rajta. Gyors megoldásként úgy dönt, hogy pisztoly párbajt kezd vele, melyet végül el fog veszíteni. A szörnyekkel ellentétben, melyek embereknek tűntek neki és akikre eddig lövöldözött, James igazi ember és képes megvédeni magát. De a fő lényeg Eddie megjelenései mögött a játékban, hogy Silent Hill megpróbálja megmutatni James-nek, hogy ő is gyilkos és hogy ez egy olyan hely, ahol nincs semmi baj a gyilkosságokkal. Sajnos James nem fogadja el ezt a tényt, amíg közvetlenül nem szembesül a saját szörnyű tettével.
Mialatt James elítéli Eddie tetteit, a bamba fiatalember jó érvet hoz elő, ami még igazabbnak fog tűnni a játék végén:
"Ne add nekem a nagy szentet, James. Ez a város téged is hívott. Mi ketten ugyanolyanok vagyunk. Nem olyanok, mint más emberek."
Mivel James-re semmi hatással nincs, amit mondott, hitetlenkedve hozzáteszi: "Te ezt nem tudtad?"
Habár Eddie az egyik legveszélyesebb főellenség a játékban, az egész célja, hogy tudassa James-szel azt, hogy ő is gyilkos. Hogy az eltévelyedett embernek nincs joga elítélni Eddie megoldását a dolgokra. De egész egyszerűen nem értjük mit akar Eddie sugallani, amíg James meg nem nézi a videókazettát.

## Más verziók
A Silent Hill 2-t átportolták több konzolra, új alcímmekkel (Japánban 最期の唄 , és Észak Amerikában Restless Dreams [Nyugtalan álmok] néven, míg Európában Inner Fears [Belső félelmek]). A későbbi verziók tartalmaztak egy új játszható karaktert, Maria-t, akivel részletesebben betekinthetünk a háttértörténet mögé. Ez a különlegesség később PlayStation 2-re is megjelent, miután kiadták rá a Director's Cut verziót, vagyis a rendezői változatot. Általában vagy „Greatest Hits”, vagy „Platinum” féle Silent Hill 2-ként emlegették, helyszíntől függően. James története immár a „Letter from Silent Heaven”, vagyis „Levél a Csendes Mennyországból” nevet képviseli, míg Maria-é pedig „Born from a Wish”, vagyis „Vágyból Született” (A PC verzió Rendezői Változata is tartalmazza a Born from a Wish-t, ennek fejlesztésében a Creature Labs stúdió segített). Ezek a bővített verziók 2002-ben jelentek meg.
Az eredeti Európai verzió azért volt figyelemre méltó, mert mellékelték hozzá a „Making of”, vagyis „Így készült” DVD-t, amit a France's FunTV állított össze. Tartalmaz előzeteseket, rajzgalériát, és dokumentumokat arról, hogy a Silent Hill 2 hogyan készült. Valamint, interjúkat a játék készítőivel.

## Folytatások
- Silent Hill 3 (2003)
- Silent Hill 4: The Room (2004)
- Silent Hill: Origins (2007)
- Silent Hill: Homecoming (2008)

## Kapcsolata a többi résszel
- A Silent Hill 3. részében a főszereplő, Heather, egyszer felfedez egy halott alakot egy fotelban, a TV előtt ülve. Ez a jelenet egy utalás a második részre, amiben szintén lehet effélét látni. Egy másik feltűnő dolog pedig a WC-ben turkálós jelenet. A 3. részben Heather a bevásárlóközpont alternatív verziójában rájön arra, hogy a WC-k egyikébe lent beakadt valami, akárcsak a 2. részben. Amíg James fogta magát, és hajlandó volt lenyúlni a WC-be, addig Heather a kamera felé fordul, és csodálkozik azon, hogy mégis ki lenne képes egy WC-ben halászni azért, hogy kiszedjen belőle egy cuccot.
- A Silent Hill 2. részében jó néhány olyan jelenet van, ami előre jelzi a jövőt, ami a Silent Hill 4. részében fog történni. A játék egy részénél James belép egy bárba, ahová az alábbi üzenet van a falra írva: „Itt volt egy LYUK. De már eltűnt.” Ez utalás lehet a 4. részben, a falakban megjelenő fura lyukakra, amiken az ott levő főszereplő, Henry szokott átmászni, hogy átlépjen a rémálom-világba. Ráadásul a 2. részben egy újságcikkben megemlítik Walter Sullivant, egy gyilkost, aki a 4. rész antagonistája.
- A 4. részben szerepel James édesapja, Frank Sunderland, akinek fontos szerepe van az apartman épületben, amiben Henry, az ottani főszereplő él. Frank egy házmester. Mikor Henry megnézegeti az egyik képet a lakásában, amit a házmester adott neki, akkor eszébe jut, hogy Frank említette, hogy a fia és annak felesége eltűntek Silent Hillben „néhány évvel ezelőtt”. A tárgyak, amikkel a 2. részben össze lehet szedni az „újjászületés” befejezést a limitált verzióban/Rendezői változatban, megegyezik azokkal a tárgyakkal, amiket a Silent Hill 4-ben Walter Sullivan használt egy szertartáshoz.

## Zene
A Silent Hill 2 zenéjét Akira Yamaoka készítette, Japánban 2001. október 3-án jelent meg, a KMCA-120 katalógus-számmal. Műfaját tekintve soundtrack. Akira Yamaoka zenéi inkább az emberek tudatalattijára hatnak. A játék egyedi, horrorisztikus, apokaliptikus atmoszférájához messzemenően illik ezen zenék monoton hangzása. Ez általában feszültségkeltő elektronikus pulzálás, fémes kattogás, illetve a játék jellegzetes szörnyének, a piramisfejnek morgása, fegyverének csikorgása.